# Oswaldo Vigas
Oswaldo Vigas (Valencia, 4 agosto 1926 – Caracas, 22 aprile 2014) è stato un pittore venezuelano, la cui produzione spazia in diverse forme espressive: pittura, scultura, stampe, disegni, ceramiche e arazzi.
Ha lavorato in Francia e Venezuela. Ha avuto oltre cento mostre personali ed è rappresentato in numerose istituzioni pubbliche e collezioni private in tutto il mondo.

## Biografia

### Infanzia e educazione artistica
Oswaldo nasce in Venezuela a Valencia nello stato di Carabobo. Uno dei dodici figli del dottor José de Jesús Vigas e di Nieves Linares Rodríguez Michelena, discendente del pittore venezuelano Arturo Michelena (1863-1898). A 10 anni rimane orfano del padre e trascorre la sua infanzia tra Valencia e Tinaquillo.
Nel 1941 si trasferì a Guacara, dove realizza le sue prime opere. La Fondazione Oswaldo Vigas censisce la prima esposizione di due suoi dipinti (Hilo, Tejo, Construyo e Experaré, dello stesso anno) al Primer Salón de Exposición de Poesías 1942, apertosi il 16 agosto 1942 nell’ateneo della città di Valencia. Vigas vince anche il premio come migliore illustrazione, realizzata per il poema Esperaré di Arturo Madrado.
Nel 1943, guadagna una Medaglia di Onore per la sua opera Foglie rosse (Hojas rojas) che presenta a una mostra che lo ha fatto conoscere. Nel 1945, entra nella Universidad de Los Andes a Merida per studiare medicina, per trasferirsi poi, nel 1949 alla Universidad Central de Venezuela per completare gli studi. A Caracas frequenta l’ambiente culturale della capitale partecipando attivamente al movimento artistico e frequentando gli artisti che ruotavano attorno alla Escuela de Artes Plásticas Cristóbal Rojas, come Manuel Cabré, Martín Durban, Pedro Ángel González, Rafael Ramón González e Rafael Monasterios. Vigas non eserciterà mai la medicina e continua a praticare la pittura approfondendo la figura umana, anche se progressivamente inizia a introdurre una deformazione crescente, una maggiore libertà e un ispessimento della linea come mezzo per rafforzare l'espressività generale dell'opera.

### Tra Parigi e il Venezuela
Nel 1952 riceve il premio Arturo Michelena, nell'Ateneo de Valencia e il Premio Nacional de Artes Plásticas con La Gran Bruja (La grande strega) un quadro facente parte di una serie di 15 opere, Las Brujas. In questi quadri Vigas elabora figure femminili prese dalla mitologia pre colombiana. Come racconta il figlio Lorenzo in un’intervista “Un famoso poeta venezuelano venne nello studio di mio padre e vedendo i quadri disse queste sono streghe, e a mio padre piacque quel termine (in inglese nel testo)”. Nella stessa intervista ricorda i primi incontri del pittore con la cultura precolombiana “ Le sue prime opere furono prevalentemente surrealiste, per nulla influenzate dalla cultura precolombiana. Ma quando viveva a Tinaquillo e Guacara – era poco più che adolescente – aveva un amico il cui padre era un archeologo molto in vista. Vedere la sua collezione è stato un momento importante per mio padre. Successivamente, divenne ossessionato dai petroglifi, a lui familiari fin dall'infanzia (in inglese in originale)”.

Si trasferisce a Parigi, città che avrà un'importanza straordinaria nello sviluppo della sua arte. Qui frequenta all’Ecole de Beaux-Arts il laboratorio di litografia di Marcel Jaudon e quello di incisione di Heiter, oltre a un corso di storia dell'arte alla Sorbona. Mentre è a Parigi frequenta gli artisti più importanti della città. Due suoi quadri, dipinti durante il soggiorno nella capitale francese, vengono selezionati per la nona edizione del Salon de Mai che si tiene al Palais de New York a Parigi (7-31 maggio 1953). La rassegna raccoglie le opere dei pittori stranieri residenti in Francia ed è per Vigas la prima esposizione ufficiale dove presenta la sua produzione al di fuori del Venezuela. Nel 1955 è fondamentale per la carriera pittorica l’incontro con Picasso che lo porta ad approfondire l’interesse per la pittura primitiva. Un primitivismo che non diventa mai per Vigas una imitazione delle opere precolombiane quanto una fonte di ispirazione per esprimere la propria poetica. In una intervista con la giornalista e scrittrice franco-venezuelana, Amy Courvoisier il pittore chiarisce in modo molto lucido il suo rapporto con queste opere del passato:
Ni estas, ni algunas otra forma de arte se puede copiar. Para realizarlas habría que haber sido hombre primitivo. Luego, imitarlas a ellas o a las folkloricas, no es mas que transcribir. La creación comienza cuando de la enseñanza obtenida da estas artes y de todas las otras, realizamos nuestra propria obra con nuestra experiencia y nuestro pensamiento de hoy»
Né queste né qualsiasi altra forma d'arte possono essere copiate. Per realizzarle bisognerebbe essere un uomo primitivo. Allora imitarle non è altro che trascriverle. La creazione comincia quando, dall’insegnamento ricavato da queste arti e da tutte le altre, svolgiamo il nostro lavoro con la nostra esperienza e il nostro pensiero di oggi.»

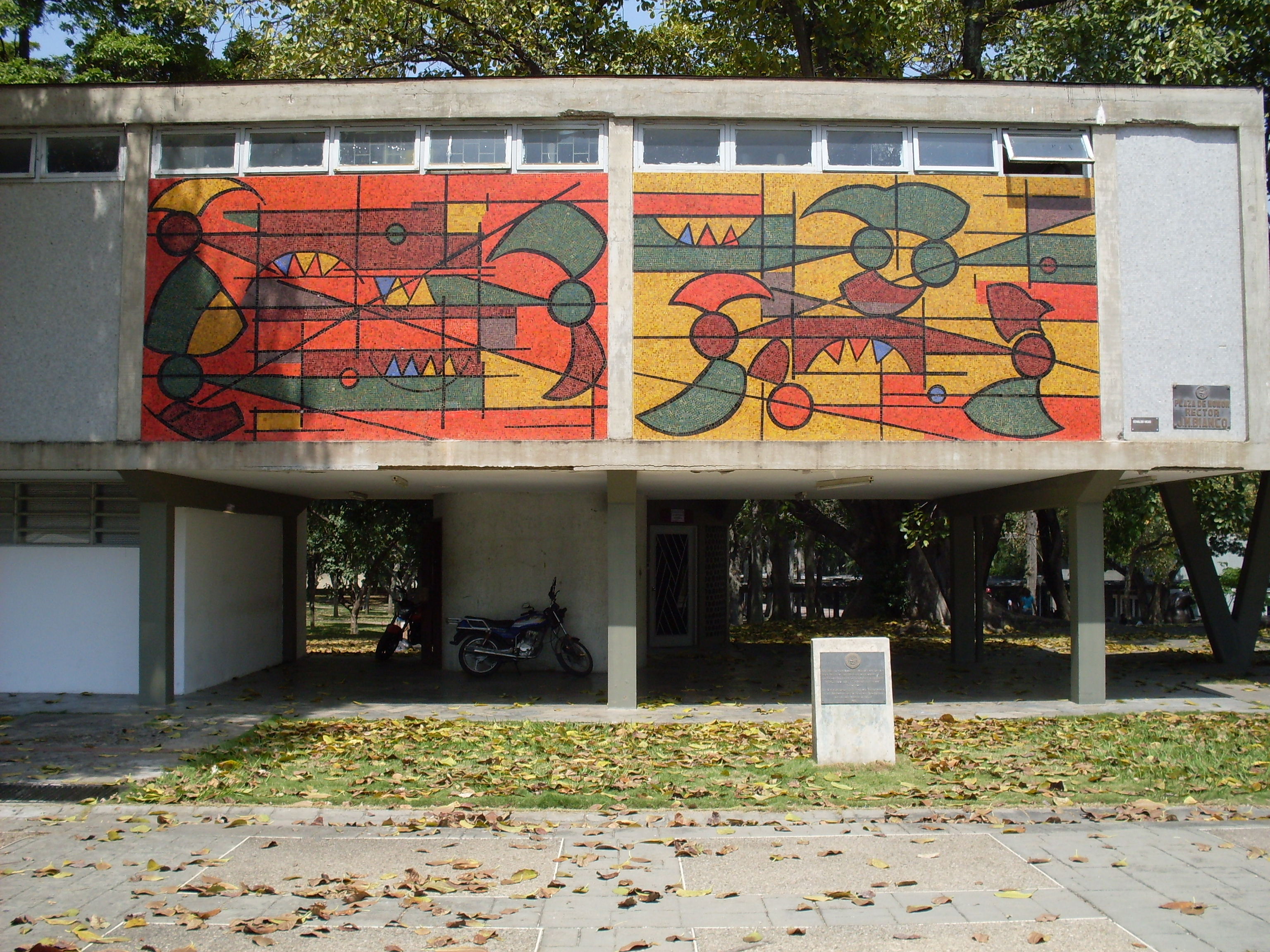
Universidad Central Venezuela - Murale Composición estática, Edificio del Museo, facciata ovest

In questo periodo gli vengono commissionati cinque mosaici per l’Universidad Central de Venezuela, all’interno del progetto creato dall’architetto Carlos Raúl Villanueva, fra il 1940 and 1960. Nell’ambito del progetto Vigas collabora così con i più importanti artisti internazionali come Jean Arp, Alexander Calder, Wifredo Lam, Fernand Léger, Mateo Manaure, Alejandro Otero, Víctor Valera, and Victor Vasarely, alcuni di questi diventati amici a Parigi, Vigas realizza le opere a Parigi come ricorda in un'intervista su El Universal del 26 ottobre 2008 “Mi ha chiesto i lavori per l'UCV, e li ho fatti tutti in Francia, su una scala di 10 metri per vederli dall'alto (...) ci ho pensato molto, perché sapevo che sarebbero durati in tempo e che erano il mio contributo all'Università. Ora sono orgoglioso che mi rappresentino in quel posto (originale in spagnolo) ”. 
A Parigi incontra anche quella che sarà per tutta la vita sua moglie, Janine Castès. Ma la lunga parentesi parigina è stata anche causa di una dolorosa tragedia familiare quando il fratello Reynaldo, affetto da schizofrenia, si suicida proprio a seguito della decisione di Oswaldo di trasferirsi in Europa. Il suicidio lascia nell’artista un senso di colpa che lo accompagnerà per tutta la vita.
Rientra temporaneamente in Venezuela nel 1957 per ritornare a Parigi come addetto culturale all'ambasciata venezuelana in Francia.
Nel 1962 partecipa alla Biennale di Venezia come rappresentante del paese. Durante questo periodo svolge alcuni esperimenti di informalismo matérico e realizza una serie di acqueforti con la tecnica dell'acqua di zucchero.
Del 1965 viene nominato direttore culturale della Universidad de Los Andes.

### Maturità artistica
A partire dal 1970 si stabilisce a Caracas e riprende il suo lavoro nella serie María Lionza e Señoras, iniziata nel 1964 che contiene “aspetti essenziali dei dipinti precedenti: il tema del femminile archetipico, il suo stile libero e feroce, che fonde l'umano e l'animale con la fantasia sfrenata”, con le figure che hanno delle facce a metà tra umane e insetti. 
Nel 1971 viene nominato direttore della INCIBA Art Division (Instituto Nacional de Cultura y Bellas). All'inizio del 1972 si reca negli Stati Uniti dove lavora a una serie di serigrafie. Al suo ritorno, nello stesso anno, si dimette dall'incarico in segno di protesta contro la censura che lo Stato aveva imposto alla I Sala della Grafica e del Disegno del Centro di Belle Arti di Maracaibo. Dal 1974 al 1975 ha fatto parte della Commissione Preparatoria e Organizzativa del Conac. Nel 1976 è nominato membro dell'Advisory Board del Museo di Belle Arti di Caracas e della Galleria Nazionale d'Arte, che inizia ad operare nel maggio di quest'anno sotto la direzione di Manuel Espinoza. Nel 1978 viene chiamato a far parte del comitato organizzatore del I Meeting Iberoamericano dei Critici d'Arte e degli Artisti Plastici.
Nel 1979 la Galeria de Arte Nacional di Caracas allestisce una mostra antologica delle sue opere realizzate tra il 1943 e il 1977, “Antológica Ritos elementales, dioses oscuros”.
A partire dagli anni ottanta la tecnica di Vigas inizia a popolarsi di segni e forme non figurative, da piani irregolari che si orientano verso composizioni geometriche sempre più lineari ma dal carattere gestuale.
Nel 1990, il Museo d'Arte Contemporanea di Caracas ha organizzato una retrospettiva con più di 200 opere tra dipinti, sculture, arazzi, ceramiche, gioielli e artigianato. Per questa occasione, la società petrolifera venezuelana Lagoven finanziò un cortometraggio dedicato alla vita e alle opere dell’artista, “Oswaldo Vigas: renovación en el origen”. Nel 1993, al Palais de la Monnaie di Parigi, viene organizzata la mostra "Vigas dal 1952 al 1993", che riunisce circa 137 opere tra dipinti, sculture, ceramiche e disegni. Per quanto riguarda l'evoluzione della sua forma espressiva In questi anni abbandona i tratti espressionisti per approdare alla ricerca figurativa e alle scene dionisiache delle sue serie erotiche, dipinte a metà degli anni '90.
Nel 2003 un’opera di Vigas viene utilizzata come manifesto della sezione Un certain regard della selezione ufficiale della 56ª edizione del festival cinematografico di Cannes. Si tratta della prima volta che un’opera di un artista latinoamericano viene utilizzata per il festival.
il 18 giugno 2012 si apre la mostra organizzata a Madrid dal Tribunale Supremo spagnolo per festeggiare i 200 anni della sua fondazione, essendo stato creato, come altre istituzioni spagnole, con la Costituzione di Cadice del 1812. La mostra, organizzata nella sala magna del Tribunale, riunisce le opere di 24 pittori spagnoli e latino americani scelti come massimi rappresentanti della cultura pittorica iberica e sud americana. Vigas rappresenta il Venezuela con la sua opera Solariega del 1967. Tra gli altri espositori figurano il guatemalteco Adolfo Abularach, il messicano José Luis Cuevas, il peruviano Fernando de Szyszlo, lo spagnolo Antonio López, il portoghese Alberto Carneiro, l’argentino Julio Le Parc, il colombiano Antonio Samudio e la dominicana Rosa Tavárez. I pittori espositori vengono per l’occasione insigniti di una onorificenza da parte del re Juan Carlos. Il premio fu ritirato dalla moglie che in quella occasione spiegò che “avremmo potuto scegliere un’opera più recente, ma per noi quest’opera ha un valore trascendente perché fu dipinta mentre ero incinta del nostro unico figlio” (in spagnolo nell’originale).

### La morte e l'eredità artistica
Vigas muore il 22 aprile 2014 a Caracas per una polmonite.
Nel 2010 viene creata la Fondazione Oswaldo Vigas (Fundación Oswaldo Vigas) con la missione di collaborare a mostre e pubblicazioni, organizzare e mantenere l'archivio Vigas e catalogare l'opera dell'artista. La Fondazione ha organizzato anche una grande mostra antologica itinerante intitolata Oswaldo Vigas Antologica 1943-2013 che è stata portata anche in Perù, Brasile, Cile e Colombia,
Tra il 15 febbraio e il 28 maggio 2023 il Boca Ratón Art Museum dell’omonima città della Florida organizza una mostra antologica in collaborazione con la Fondazione Oswaldo Vigas in occasione del lancio del catalogo ragionato dei lavori del pittore.
Suo figlio, il regista Lorenzo Vigas, con il suo primo lungometraggio Desde allà (“Da lontano”), ha vinto il Leone d'Oro per il miglior film alla Mostra del Cinema di Venezia nel 2015, primo sudamericano ad assicurarsi il premio.

## Opere nelle collezioni permanenti

### Francia
- Museo d’arte contemporanea della Val-de-Marne (MAC/VAL) a Vitry-sur-Seine nelle vicinanze di Parigi che ospita la produzione pittorica realizzata a partire dal 1950. È presente l’opera Crucifixión VII (In memoriam: a Victor Zawisza) dipinta nel 1990 e che nel 1992 ha vinto il Grand Prix Prince Rainier III di Monte Carlo alla esposizione del XXVI Prix International d'Art Contemporain de Monte-Carlo

### Stati Uniti
- Grand Rapids Art Museum (GRAM) a Grand Rapids nel Michigan che ospita collezioni che vanno dal rinascimento all’arte moderna. E’ esposta l’opera Quiberonesa No. II del 1982.

## Pubblicazioni
- Oswaldo Vigas: antológica 1943 - 2013 (Catalogo della mostra). Venezuela: Museo Nacional de Bellas Artes. 2015. ISBN 9789807690003.[26]
- Oswaldo Vigas, Sortilèges des Tropiques: peintures, tapisseries, sculptures, céramiques 1950-2005(Catalogo della mostra). Angers, Francia: Musée Jean Lurçat et de la Tapisserie Contemporaine. 2005. ISBN 9782901287902.[27]
- Oswaldo Vigas: ideografiás de Pariś, 1952-1957 (Catalogo della mostra). Caracas, Venezuela: Embajada de Francia in Venezuela, Museo de Arte Contemporańeo de Caracas, Sofía Imber. 2002. ISBN 9789802722266.[28]
- Oswaldo Vigas: Merida, Paris, Caracas, peintures (Catalogo della mostra), La Seyne-sur-Mer, Villa Tamaris, 26 mars-27 avril 2011, Du Felin Eds, 2011